# Кассель (район)
Кассель (нем. Kassel) — район в Германии. Центр района — город Кассель. Район входит в землю Гессен. Подчинён административному округу Кассель. Занимает площадь 1293 км². Население — 237,7 тыс. чел. (2010). Плотность населения — 184 человек/км².
Официальный код района — 06 6 33.
Район подразделяется на 29 общин.

## Города и общины
1. Баунаталь (27 666)
2. Фельмар (18 184)
3. Хофгайсмар (15 744)
4. Лофельден (13 741)
5. Вольфхаген (12 877)
6. Кауфунген (12 583)
7. Фульдаталь (11 798)
8. Нистеталь (10 537)
9. Шауэнбург (10 324)
10. Фульдабрюк (8662)
11. Анаталь (7980)
12. Кальден (7442)
13. Имменхаузен (6995)
14. Циренберг (6699)
15. Бад-Эмсталь (6097)
16. Гребенштайн (6032)
17. Хельза (5575)
18. Наумбург (5297)
19. Трендельбург (5249)
20. Хабихтсвальд (5148)
21. Зёревальд (5020)
22. Эспенау (4903)
23. Райнхардсхаген (4798)
24. Бад-Карлсхафен (3814)
25. Бройна (3665)
26. Обервезер (3397)
27. Либенау (3366)
28. Вальсбург (2272)
29. Нисте (1797)

(30 июня 2010)